# Paavo Nurmi
Paavo Johannes Nurmi (ur. 13 czerwca 1897 w Turku, zm. 2 października 1973 w Helsinkach) – fiński lekkoatleta, biegacz długodystansowy, 9-krotny mistrz olimpijski, w tym 6-krotnie w konkurencjach indywidualnych: Antwerpia 1920 (10 000 m, bieg przełajowy na 8 km – indywidualnie i drużynowo), Paryż 1924 (1500 m, 3000 m – drużynowo, 5000 m, bieg przełajowy na 5 km – indywidualnie i drużynowo), Amsterdam 1928 (10 000 m), 3-krotnie wicemistrz (1920 – 5000 m i 1928 – 5000 m i 3000 m z przeszkodami).
Podczas igrzysk w 1924, startując w 5 konkurencjach biegowych zdobył 5 złotych medali. Swe zwycięstwa na 1500 m i 5000 m odniósł w odstępie zaledwie 26 minut, ustanawiając na obu dystansach nowe rekordy olimpijskie (1500 m – 3:53.6 s. oraz 5000 m – 14:31.2 s.).
Nurmi był wielokrotnym rekordzistą świata w biegach 1,5–20 km. Przed igrzyskami w 1932 został zdyskwalifikowany za przekroczenie ówczesnych przepisów o amatorstwie sportowców, a podczas Igrzysk olimpijskich 1952 w Helsinkach został zrehabilitowany i dostąpił zaszczytu zapalenia znicza olimpijskiego. Paavo Nurmi był jednym z najlepszych biegaczy w historii lekkoatletyki, był także pierwszym sportowcem, któremu za życia wystawiono pomnik (na Stadionie Olimpijskim w Helsinkach). Legenda głosi, że ścigał się z pociągami i potrafił przybiec szybciej niż pociąg relacji Helsinki – Turku.
Przez cały okres kariery sportowej Paavo Nurmi był wegetarianinem.
Kazimierz Wierzyński poświęcił biegaczowi wiersz w tomie poetyckim Laur olimpijski z 1927.

## Przypisy

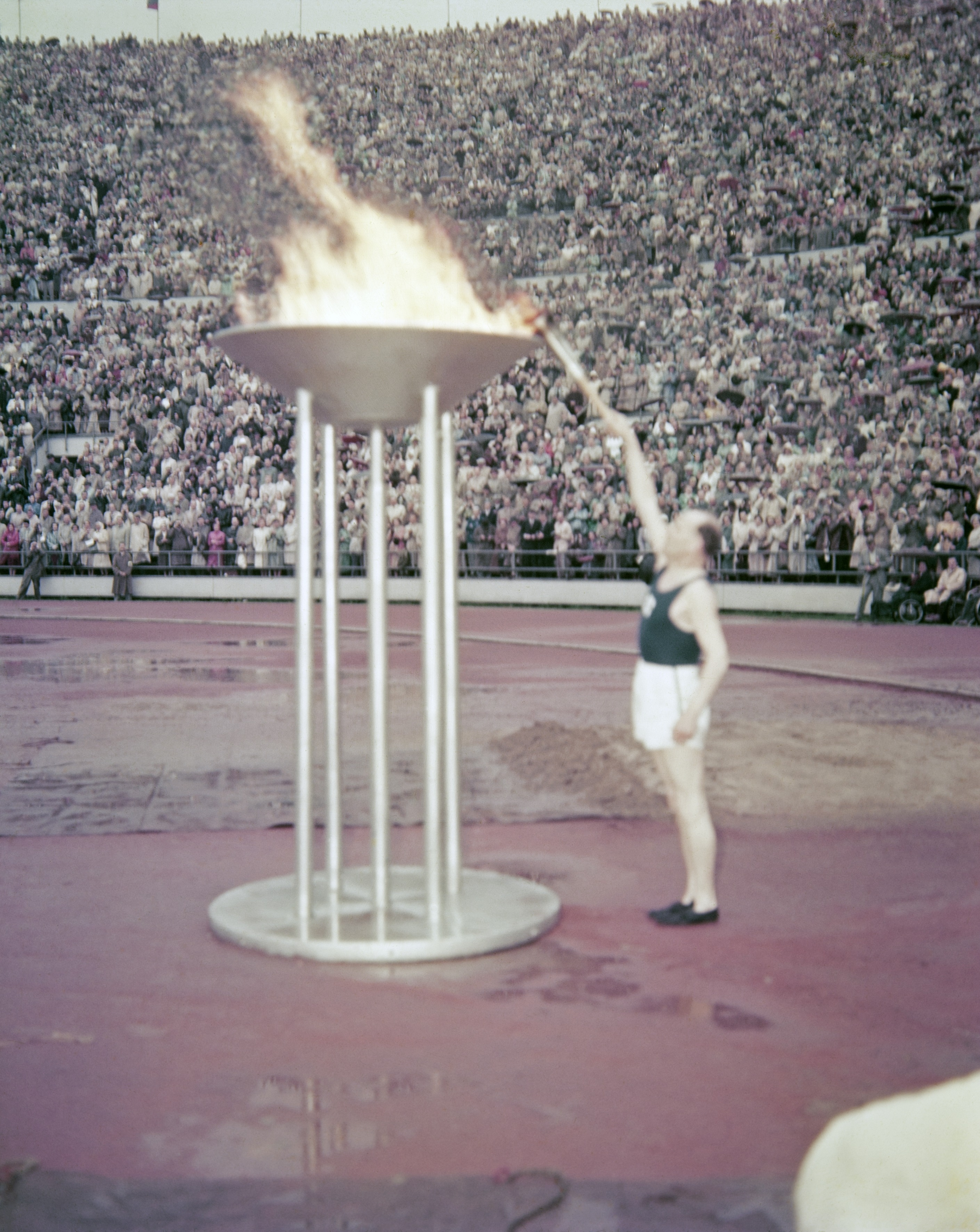
Paavo Nurmi zapala znicz olimpijski w Helsinkach w 1952